# Meiko Reißmann
Meiko Reißmann (* 20. Mai 1977 in Kusel) ist ein deutscher Sänger. Er ist ehemaliges Mitglied der Popgruppe Overground.
Reißmanns Karriere startete 2003 mit dem Sieg in der dritten Staffel der ProSieben-Castingshow Popstars, bei der die Boygroup Overground entstand. Zusammen mit seinen drei Bandkollegen Akay, Ken und Marq erreichte er mit der ersten Single Schick mir 'nen Engel im Herbst 2003 Platz 1 der deutschen Singlecharts. Zeitgleich erreichte die Single auch Platz 1 in Österreich und der Schweiz.
Neben seiner Tätigkeit als Sänger studierte er Betriebswirtschaftslehre an der Johannes-Gutenberg-Universität in Mainz.
Reißmann spielte eine kleine Fernsehrolle in der deutschen Krimiserie SOKO 5113, außerdem war er in den deutschen Spielfilmen Mädchen über Bord und Eine unter Tausend zu sehen. In den letzten Jahren arbeitete Reißmann immer wieder als Moderator und Laudator. Er moderierte Sendungen wie Bravo TV im ZDF und Stars 2005 für den Radiosender N1 in Nürnberg. Für Radio N1 moderierte er mehrmals die Morning Show. Für Hit Radio FFH und Harmony FM sang Reißmann in den vergangenen Jahren Werbejingles und Station-IDs ein.
Reißmann war Mitglied des New Spirit Gospel Choir, eines Wiesbadener Gospelchors.
In den letzten Jahren (Stand: 2005) war Reißmann in Werbekampagnen zu sehen, die u. a. in verschiedenen Jugendzeitschriften platziert waren.
Von 2007 bis 2008 war Reißmann mit der Band Austin65 für einige Auftritte im Wiesbadener Raum unterwegs.
Seit September 2008 arbeitet Reißmann als Produkt-Manager bei Starwatch Music.
Er ist mit Anne Ross, ehemaliges Mitglied der Preluders, verheiratet.

## Benefiz
Reißmann und Overground engagieren sich regelmäßig für Benefizveranstaltungen:
- 2001: „Ihnen Leuchtet ein Licht“ in Wiesbaden (mit dem New Spirit Gospel Choir)
- 2002: „Ihnen Leuchtet ein Licht“ in Wiesbaden (mit dem New Spirit Gospel Choir)
- 2003: Charity 2003 in Leipzig (mit Overground)
- 2004: Red Nose Day (mit Overground)
- 2004: Cover Me (mit Overground)
- 2005: Red Nose Day
- 2005: Leonardo Award für Wiesbadener Schulen
- 2006: Botschafter bei Herzenswärme e.V.